# Torre de Don Miguel
Torre de Don Miguel è un comune spagnolo di 629 abitanti situato nella comunità autonoma dell'Estremadura.